# Alexandru Odobescu
Pour les articles homonymes, voir Odobescu.
Ne doit pas être confondu avec Alexandru Odobescu (Călărași).
Alexandru Odobescu, né le 23 janvier 1834 à Bucarest et mort dans la même ville le 10 novembre 1895, est un écrivain, archéologue et homme politique roumain. Il a été ministre et professeur d'archéologie à l'Université de Bucarest.

## Biographie
En 1848, il est élève au collège national Saint Sava de Bucarest et a comme professeurs Petrache Poenaru et Gheorghe Lazăr. Il y côtoie le futur peintre Theodor Aman.
Le 19 juin 1848, il est avec sa mère au milieu des révolutionnaires, et devient un témoin oculaire des événements, pendant que son père complote contre le gouvernement provisoire. Parmi les manuscrits datant de cette période, un essai: Michel le Brave, un aspect dramatique en trois parties (Mihai Viteazul, înfățișare dramatică în trei părți).
En 1850, Alexandru Odobescu est étudiant au Collège de France à Paris. Il a pour professeur Jules Michelet et Edgar Quinet. Il y rencontre l'écrivain Alexandru Sihleanu.
Le 14 février 1851, il fonde à Paris un cercle intellectuel Junimea Românească, société littéraire, politique et culturelle des étudiants roumains. Il rencontre des exilés révolutionnaires roumains, tels que Nicolae Bălcescu, Nicolae Golescu, Gheorghe Magheru et Constantin A. Rosetti.
En 1852, il a un avant-goût de la littérature grecque et romaine, et se met à traduire en roumain, treize œuvres du poète Horace, puis l'Iliade et l'Odyssée d'Homère, ainsi que le début des Géorgiques de Virgile.
En 1855, il écrit dans le magazine littéraire România Literară :

«Dans le giron de la Roumanie sera désormais à fleurir

La fleur qui répand l'odeur délicieuse

Une douce fleur de paix, le Printemps des arts.»
Le 12 décembre 1853, il passa le baccalauréat en Lettres et entra à la Faculté des Lettres de Paris, qui lui permit de réussir par la suite l'examen de licence.
À cette époque, le développement de l'archéologie prend un grand essor. Odobescu se passionne pour ce sujet avec ferveur, passion directement liée à certaines personnalités françaises telles que François Guizot, Ludovic Vitet et Prosper Mérimée.
En 1858, il épouse Alexandra (Sacha) Prijbeanu, fille naturelle de Paul Kisseleff et de Ruxandra Băleanu.
En 1863, le souverain roumain Alexandre Jean Cuza le nomme Ministre des Cultes, de l'Éducation et des monuments historiques. En 1867, il est responsable de l'organisation du pavillon roumain à l'exposition universelle de Paris. En 1869, il participe avec l'historien roumain Vasile Urechea Alexandrescu, au Congrès international d'anthropologie et d'archéologie historique à Copenhague. Le 10 septembre 1870, il devient membre de l'Académie roumaine.
En 1873, il devient correspondant de l'Institut archéologique de Rome. En 1874, il est nommé directeur du Théâtre national de Bucarest. En 1879, il est élu secrétaire général de la Société académique roumaine. En 1880, il se réinstalle à Paris pour une année. En 1881, il est nommé secrétaire de légation à Paris. En 1891, il devient directeur de l'École Normale Supérieure. En 1894, il publie des manuels scolaires, dont un de grammaire.
Le 10 novembre 1895, Alexandru Odobescu se suicide par empoisonnement à la morphine à la suite d'événements tragiques au sein de sa famille.